# 糠胺
糠胺是一种芳香胺，是胺和呋喃的化合物。早在19世纪就已有糠胺的描述。

## 制备
糠胺可由糠醛与氨经催化还原胺化反应来制备。

## 用途
糠胺用作染料、合成树脂、医药和橡胶化学品的合成基础材料。
呋索碘铵（furtrethonium iodide），一种拟副交感胆碱能药，是糠胺的三甲基铵衍生物。